# ان‌جی‌سی ۷۹
ان‌جی‌سی ۷۹ (به انگلیسی: NGC 79) یک کهکشان بیضوی با قدر ظاهری ۱۴٫۹ است که در صورت فلکی زن برزنجیر قرار دارد.